# Државни удар у Чехословачкој 1948.
Државни удар у Чехословачкој 1948. (чеш. Únor 1948; слч. Február 1948), у комунистичкој историографији познат под именом Победнички Фебруар (чеш. Vítězný únor; слч. Víťazný február), извршила је у фебруару Комунистичка партија Чехословачке, подупрта од стране Совјетског Савеза, што је означило почетак њене 40-годишње владавине у Чехословачкој.

## Позадина
Чехословачку су 1945. ослободиле трупе совјетске Црвене армије, захваљујући чему је после рата Комунистичка партија Чехословачке била популарна. Њена међуратна историја била је обележена сарадњом с не-комунистичким партијама, а добар углед стекла је и током рата у борби против нацистичких окупатора. Чланство у партији порасло је с 40.000 1945. на 1,35 милиона до 1948. године.
Партија је после рата сарађивала са некомунистичким партијама унутар Националног фронта, а на изборима 1946. освојила је чак 38% гласова. Ово је био најбољи резултат икад који је на слободним изборима постигла нека европска комунистичка партија. Председник Едвард Бенеш, иако некомунист, позитивно је гледао на сарадњу са Совјетским Савезом и позвао секретара КПЧ, Клемента Готвалда, да буде премијер државе. Иако су у влади превладавали некомунисти, КПЧ је имала контролу над полицијом и војском и најважнијим министарствима. Комунисти су се до лета 1947. удаљили од широког гласачког тела скретањем према радикалнијој политици. У јавности је владало мишљење да ће због тога комунисти изгубили следеће изборе у мају 1948. године.

## Пуч
Зиму 1947-'48. обележио је пораст напетости између комуниста и некомуниста у влади. Стање се заоштрило када је фебруара 1948. комунистички министар унутрашњих послова Вацлав Носек илегално проширио своје овласти како би из полицијских органа уклонио и преостале некомунистичке кадрове. Некомунистички чланови владе су 12. фебруара затражили казну за комунисте и крај афере, али је Носек, подржан од Готвалда, то одбио. Комунисти су затим мобилисали чланове партије и своје симпатизере широм земље. Дванаест некомунистичких министара дало је оставке 21. фебруара, након што је Носек одбио да врати на посао осам некомунистичких полицијских официра упркос већини гласова у кабинету за њихово враћање.
Некомунисти су претпоставили да ће Бенеш одбити њихове оставке како би их имао у резерви до стишавања кризе. Иако је првобитно заговарао становиште да влада не може постојати без некомуниста, све већа напетост и прокомунистичке демонстрације широм земље натерали су Бенеша да остане неутралан из забринутости да не би дао повода Црвеној армији за војну интервенцију.
Док су некомунисти на ову кризу гледали као на класичан пример парламентарне кризе, нису били свесни да комунисти мобилишу све снаге одоздо како би преузели власт. У помоћ им је пристигао совјетски амбасадор Валериј Зорин. Војна милиција и полиција успоставиле су контролу над Прагом, а широм земље су трајале прокомунистичке демонстрације. Некомунистичким министрима био је забрањен приступ у њихове кабинете. Војска је остала на својим местима и није интервенисала. Готвалд је у јавном говору позвао Бенеша да дозволи формирање владе с комунистичком већином или ће у противном покренути генерални штрајк. Зорин је Готвладу понудио услуге Црвене армије, али га је овај одбио, уверен да ће Бенеш поклекнути.
Бенеш је у страху од грађанског рата напослетку, 25. фебруара, прихватио оставке некомунистичких министара и потврдио нову Готвалдову владу. Новом владом доминирали су комунисти и прокремаљски оријентисани социјалдемократи. Припадници осталих партија су задржали своја места, али су се у њих убрзо инфилтрисали комунисти. Након доласка на власт, комунисти су отпустили на хиљаде некомуниста и похапсили стотине њих. Хиљаде људи напустили су Чехословачку, јер нису хтели да живе у социјализму.

## Последице
Готвладова влада је 9. маја исте године изгласала нови устав којим је Чехословачка постала земља „народне демократије“, али је Бенеш одбио да га потпише. На изборима одржанима 30. маја, Национални фронт освојио је 89,2% гласова. Бенеш је након ових догађаја дао оставку 2. јуна, а наследио га је Готвалд 12 дана касније.
КП Чехословачке је након овог пуча успоставила владавину која је трајала све до Баршунасте револуције 1989. године. Пуч се десио у већ узнапредовалој фази према Хладном рату и у наредном раздобљу подстакнуо Западни блок на челу с САД-ом да што пре покрене Маршалов план, од сопствене окупационе зоне формира Савезну Републику Немачку, те у што већој мери сузбије снагу комуниста у Француској и Италији, чије су партије биле изузетно јаке у тим земљама.